# Xã Douglas, Quận Stafford, Kansas
Xã Douglas (tiếng Anh: Douglas Township) là một xã thuộc quận Stafford, tiểu bang Kansas, Hoa Kỳ. Năm 2010, dân số của xã này là 112 người.